# Keisuke Kinoshita
Keisuke Kinoshita (木下 惠介) n. 5 de desembre de 1912 a Hamamatsu, Prefectura de Shizuoka - f. 30 de desembre de 1998 a Tòquio) va ser un director de cinema japonès.
Va ser molt prolífic, realitzant 42 pel·lícules en els primers 23 anys de la seva carrera. Menys conegut internacionalment que alguns dels seus contemporanis com Akira Kurosawa, Kenji Mizoguchi i Yasujirō Ozu, tanmateix va ser una figura reconeguda al seu país, elogiat tant per la crítica com pel públic des de la dècada de 1940 a la dècada de 1960.

## Carrera
Nascut en una família dedicada al comerç, ja era un aficionat al cinema a l'edat de 8 anys. Desitjava convertir-se en cineasta, però es va trobar amb l'oposició dels seus pares. Quan es trobava estudiant en l'institut, una equip de filmació va arribar a Hamamatsu per filmar durant un dia. D'aquesta manera va poder accedir a l'actor Bando Junosuke quan va ser a la botiga de la seva família a comprar, i va poder entaular una amistat. Junosuke el va ajudar a anar a Tòquio, on es feien la major part de les pel·lícules del període, però un dia després l'avi de Kinoshita el va anar a buscar i el va portar novament a la seva casa.
La seva determinació per a convertir-se en cineasta finalment va portar als seus pares a deixar-li seguir la seva carrera i la seva mare fins i tot ho va presentar en l'estudi Shochiku Kamata, on Ozu, Mikio Naruse i altres famosos directors van treballar. Sense educació universitària, no li va ser permès treballar com a ajudant de direcció i va haver de començar com a fotògraf, per la qual cosa va sol·licitar el seu ingrés a l'Escola de Fotografia Oriental on es va graduar abans de començar a treballar en Shochiku. Allí, va començar a treballar en el laboratori de processament de la pel·lícula, després com a ajudant de cambra, abans de ser promogut per Kōzaburō Yoshimura a ajudant de direcció.
En 1940, va ser reclutat per a la guerra i afectat a la Xina, però va tornar l'any següent a causa d'una malaltia. Va tornar a Shochiku i va ser promogut a director en 1943. Adaptant una novel·la famosa, va fer Hana Saku Minato (Port de flors) amb un repartiment gran i pressupost. El mateix any també va ser el debut d'un altre director, Akira Kurosawa, però va ser Kinoshita qui va guanyar el Premi al Director debutant al final d'aquest any.
Durant la seva carrera, va fer molts films que van ser reeixits tant en crítica com en taquilla, entre els més coneguts es troben Osone-ke ningún asa (1946), Karumen kokyō ni kaeru (1951) (fet en Fujicolor, la primera pel·lícula en color del Japó), Nihon no higeki (1953), Nijushi no hitomi (1954), Nogiku no gotoki kimi nariki (1955), Narayama bushi kō (1958)), i Fuefukigawa (1960). Rebutja lligadures de gènere, tècnica o dogma. Va treballar en diferents gèneres: comèdia, tragèdia, obres socials, pel·lícules d'època. Va gravar les seves pel·lícules en locació o en un sol set. Buscava realisme fotogràfic amb preses llargues, i a més va anar lluny buscant l'estilització amb la tècnica de "fast cutting", càmeres inclinades i fins i tot tècniques de teatre Kabuki amb escenes de pintures medievals.
Malgrat que són pocs els detalls concrets que es coneixen sobre la vida personal de Kinoshita, la seva homosexualitat era àmpliament coneguda en el món del cinema japonès. El guionista i col·laborador freqüent Yoshio Shirasaka recorda la "brillant escena" que Kinoshita va fer amb els ajudants de direcció macos i ben vestits que l'envoltaven. La seva pel·lícula de 1959, Sekishuncho, ha estat anomenada la "primera pel·lícula gai del Japó" per la intensitat emocional descrita entre els seus personatges masculins.
Va rebre el Orde del Sol Naixent en 1984 i l'Orde de Cultura en 1991 pel govern japonès. La seva tomba es troba a Engaku-ji s Kamakura, molt pròxima a la del director i company d'Estudis Shochiku, Yasujirō Ozu.
En 2013 cinc pel·lícules de Kinoshita; Kanko no Machi (1944), Onna (1948),  Kon'yaku yubiwa (1950), Yūyake-gumo (1956) i Shitō no densetsu (1963) van ser projectades en la secció de Fòrum del 63è Festival Internacional de Cinema de Berlín.

## Filmografia
- 1943: 花咲く港 (Hana saku minato)
- 1943: 生きてゐる孫六 (Ikite iru Magoroku)
- 1944: 歓呼の町 (Kanko no machi)
- 1944: 陸軍 (Rikugun)[8]
- 1946: 大曾根家の朝 (Ōsone-ke no ashita)
- 1946: わが恋せし乙女 (Waga koi seshi otome)
- 1947: 結婚 (Kekkon)
- 1947: 不死鳥 (Fushichō)
- 1948: 女 (Onna)
- 1948: 肖像 (Shōzō)
- 1948: 破戒 (Hakai)
- 1949: お嬢さん乾杯 (Ojōsan kanpai)
- 1949: 新釈 四谷怪談 前篇 (Shinshaku Yotsuya kaidan: Zenpen)
- 1949: 新釈 四谷怪談 後篇 (Shinshaku Yotsuya kaidan: Kōhen)
- 1949: 破れ太鼓 (Yabure-daiko)
- 1950: 婚約指環 (Konyaku yubiwa)
- 1951: 善魔 (Zen-ma)
- 1951: カルメン故郷に帰る (Karumen kokyō ni kaeru)
- 1951: 少年期 (Shōnenki)
- 1951: 海の花火 (Umi no hanabi)
- 1952: カルメン純情す (Karumen junjō su)
- 1953: 日本の悲劇 (Nihon no higeki)
- 1954: Onna no sono (女の園)
- 1954: 二十四の瞳 (Nijūshi no hitomi)
- 1955: 遠い雲 (Tōi kumo)
- 1955: 野菊の如き君なりき (Nogiku no gotoki kimi nariki)
- 1956: 夕やけ雲 (Yūyake-gumo)
- 1956: 太陽とバラ (Taiyō to bara)
- 1957: 喜びも悲しみも幾歳月 (Yorokobi mo kanashami mo ikutoshitsuki)
- 1957: 風前の灯 (Fūzen no tomoshibi)
- 1958: 楢山節考 (Narayama-bushi-kō)
- 1958: この天の虹 (Kono ten no niji)
- 1959: 風花 (Kazabana)
- 1959: 惜春鳥 (Sekishunchō)
- 1959: 今日もまたかくてありなん (Kyō mo mata kakute arinan)
- 1960: 春の夢 (Haru no yume)
- 1960: 笛吹川 (Fuefuki-gawa)
- 1961: 永遠の人 (Eien no hito)
- 1962: 今年の恋 (Kotoshi no koi)
- 1962: 二人で歩いた幾春秋 (Futari de aruita iku haru aki)
- 1963: 歌え若人達 (Utae wakōdotachi)
- 1963: 死闘の伝説 (Shitō no densetsu)
- 1964: 香華 (Kōge)
- 1967: なつかしき笛や太鼓 (Natsukashiki fue ya taiko)
- 1976: スリランカの愛と別れ (Suri Ranka no ai to wakare)
- 1979: Shōdō satsujin musuko yo (衝動殺人 息子よ)
- 1980: 父よ母よ！ (Chichi yo haha yo!)
- 1983: この子を残して (Kono ko wo nokoshite)
- 1986: 新・喜びも悲しみも幾歳月 (Shin yorokobi mo kanoshimi mo ikutoshitsuki)
- 1988: Chichi (父)

## Influència
En 1946 Masaki Kobayashi es va convertir en el seu ajudant, i més tard es van formar amb ell Akira Kurosawa, i Kon Ichikawa, directors agrupats en l'anomenat Shiki ningun kai (Club dels quatre cavallers). L'objectiu era fer produccions per a una audiència més jove.
L'any 2013 es va estrenar la pel·lícula Hajimari no michi (L'alba d'un cineasta), que conta la història de Kinoshita al seu retorn de la guerra. El paper principal va estar a càrrec de l'actor Ryô Kase.

## Premis
Va rebre el premi Kinema Junpo a la millor pel·lícula per Ōsone-ke no asa (1946) i els premis de cinema Mainichi al millor guió per Karumen kokyō ni kaeru (1952) i dos Globus d'Or a la millor pel·lícula estrangera per Nijūshi no hitomi (1954) i Taiyo to Bara (1957), entre d'altres premis. El 1999, va rebre els premis especials Blue Ribbon i Mainichi per la seva trajectòria vital. La seva ciutat natal, Hamamatsu, va establir el "Museu Memorial Keisuke Kinoshita" per commemorar-lo.